# DTrace
DTrace（ダイナミックトレース）とはサン・マイクロシステムズが開発しSolaris 10およびOpenSolaris、macOS、FreeBSD、Windows（プレビュー実装）に搭載されているシステム情報取得機能である。

## 概要
DTrace を使用することにより、システム、アプリケーションに手を加えることなく、動的なトレースをとることができる。
サンのエンジニアである、ブライアン・キャントリルにより考案された。Dという名のプログラミング言語を用いる。同じくサンが開発したZettabyte File System（ZFS）の検証作業にも絶大な効果を発揮したという（詳細はZFSの項を参照のこと）。
macOSでは、10.5 Leopardで、FreeBSDでは、FreeBSD 7.1から実装された。また、WindowsにおいてもWindows 10 Insider Build 18342にて実装されている。